# Volodymyr Troškin
Volodymyr Mykolajovyč Troškin (in ucraino Володимир Миколайович Трошкін?; in russo Владимир Николаевич Трошкин?, Vladimir Nikolaevič Troškin; Jenakijeve, 28 settembre 1947 – 5 luglio 2020) è stato un calciatore sovietico, di ruolo difensore.

## Palmarès

### Giocatore

#### Competizioni nazionali
- Campionato sovietico: 4

Dinamo Kiev: 1971, 1974, 1975, 1977
- Coppa dell'Unione Sovietica: 1

Dinamo Kiev: 1974

#### Competizioni internazionali
- Coppa delle Coppe: 1

Dinamo Kiev: 1974-1975
- Supercoppa UEFA: 1

Dinamo Kiev: 1975